# Низами (симфония)
«Низами» (азерб. Nizami) — четырёхчастная симфония Фикрета Амирова для струнного оркестра.

## История
Симфония написана в 1947 году по событию 800-летия поэта Низами Гянджеви. Симфония состоит их 4-х частей. Это первая в азербайджанской музыке симфония для струнного оркестра.
В 1964 году композитор Фикрет Амиров создаётвторую редакцию симфонии для струнного оркестра «Низами».

## См.также
- Кюрд-овшары